# 45. Panzer-Division (Wehrmacht)
Die Panzer-Division Clausewitz, gelegentlich auch Panzer-Brigade Clausewitz genannt, war ein am Ende des Zweiten Weltkrieges aufgestellter Großverband des Heeres der deutschen Wehrmacht.
Die Division wurde nach dem preußischen General Carl von Clausewitz benannt. Ihre offizielle Bezeichnung war: Kampfgruppe/Panzer-Division Clausewitz oder kurz CLW. Die Division erreichte nur Brigadestärke.

## Geschichte
Der Verband wurde schon bei Aufstellung der Mitte März 1945 neu aufgestellten 12. Armee von Generalleutnant Walther Wenck zugewiesen.

### Aufstellung
Ausgehend von einem Befehl zur Aufstellung durch die Organisationsabteilung des Generalstab des Heeres wurde am 4. April 1945 die neue Einheit bei Lauenburg an der Elbe gebildet. Angesichts der Lage wurden verschiedene regional greifbare Truppenkontingente zur Aufstellung einer neuen Division herangezogen. Dies waren:
- Divisions-Stab (von der Panzer-Division Clausewitz mit Begleit-Kompanie (teilgepanzert))
- Panzer-Regiment 106 Clausewitz (gemischt) (mit vier Panzerkompanien mit Panzern vom Typ PzKpfw. IV, Pz.Kpfw. V und Pz.Kpfw. VI) (aus Panzer-Lehr-Abteilung Putlos, Truppenschule Krampnitz und Panzer-Abteilung 106)
- schwere Panzerjäger Kompanie (Sfl.) (von II. (gepanzerten) Abteilung / Panzergrenadier-Regiment „Feldherrnhalle“ mit 10 Jagdpanzer IV)
- vier Panzergrenadier-Bataillone (tmot.) Clausewitz (von Ersatz-Brigade Großdeutschland und von der 233. Panzer-Division)
- Panzer-Pionier-Bataillon (mot.) (aus Pionier-Schule II)
- leichte Artillerie-Abteilung (motZ) Clausewitz (aus drei gemischten Batterien im Bereich der 25. Armee)
- Panzer-Aufklärungs-Abteilung Clausewitz (mit einer verstärkten Aufklärungs-Kompanie und einem Zug mit leichten Schützenpanzer Sd.Kfz. 250)
- Divisionseinheiten mit der Namensbezeichnung Clausewitz

Die Heranführung von Ausrüstung und Nachschub erwies sich aufgrund des nahezu zusammengebrochenen Verkehrssystems als schwierig. Die neuformierte Einheit hatte sogar Mühe, genug Nahrungsmittelrationen aus dem von den Alliierten fast schon eroberten Hamburg verfügbar zu machen. Hinsichtlich der Fahrzeuge sah es noch schlechter aus. Zwar erhielt man einige Panzer des Typs III, IV und Panther, doch wurde die vorgesehene Stärke nie erreicht, wie auch bei der Divisionsaufklärung, die nur zur Hälfte besetzt war. Eine geordnete Nachschubabteilung fehlte der Formation völlig, und sie erhielt als Motorisierung gerade einmal ein Fünftel der vorgesehenen LKW und VW-Kübelwagen.

### Einsatz 10. bis 23. April 1945
Aufgrund der Lageentwicklung erhielt der Kommandeur der Einheit, Generalmajor Martin Unrein den Befehl, 100 km nach Süden vorzustoßen. Damit sollte er sich den von Westen vorstoßenden Briten entziehen und nach einem Durchbruch durch die amerikanischen Verbände wieder Fühlung mit der 11. Armee im Harz aufnehmen.
Schon am 10. April 1945 hatte die Division in der Unterstellung beim XXXIX. Panzer-Korps dann ihren ersten Kampfeinsatz. Die niedersächsische Kleinstadt Uelzen und der Ort Stadensen-Nettelkamp wurde von der Truppe bis zum 14. April erfolgreich gegen einen britischen Panzervorstoß verteidigt. Auch weitere Vorstöße amerikanischer Einheiten südlich von Uelzen konnten verhindert werden. In einem Nachgefecht bei Bienenbüttel gelang es den deutschen Kräften einige Feindpanzer auszuschalten.
Vom 13. auf den 14. April stieß der Verband aus dem Raum südostwärts von Uelzen in Richtung des Weser-Elbe-Kanals vor. Ziel war die Flanke der US-amerikanischen Streitkräfte im Raum Hannover-Braunschweig bis westlich von Magdeburg. Hierzu bildete die Division zwischen dem 15. und 18. April vier Kampfgruppen.
Die IV. Kampfgruppe stand südlich Rätzingen im Kampf, während die I. und II. Kampfgruppe von den amerikanischen Kräften nördlich des Weser-Elbe-Kanal eingeschlossen und zur Kapitulation gezwungen wurden.
Nach einem weiteren Gefecht mit britischen Truppen gelang es dem Verband am 21. April um 2 Uhr morgens, den Weser-Elbe-Kanal in Fallersleben gegen den Widerstand amerikanischer Panzerabwehr zu überqueren. Alle Panzer der III. Kampfgruppe / Panzer-Division Clausewitz, die es über den Kanal schafften, wurden zerstört.

### Vernichtung
Am 22. April wurden die Verteidigungslinien der Division von amerikanischen Panzertruppen in schwere Kämpfe verwickelt. Dies und amerikanische Luftangriffe leiteten die Auflösung des Großverbandes ein.
Nachdem am 21. und 22. April Teile des Divisionsstabes gefangen genommen wurden, blieb nur noch eine kleine Kolonne aus zehn bis zwölf Panzern und wenigen weiteren Motorfahrzeugen übrig. Bei Bornum am Elm erreichte der Marsch sein Ende. Die restlichen Panzer wurden wegen Treibstoffmangels von den Mannschaften zerstört, und die verbliebenen Truppen zerstreuten sich. General der Panzertruppe Karl Decker, der sich mit einigen Fahrzeugen bis nach Wendhausen durchschlagen konnte, wählte kurz vor seiner Gefangennahme den Freitod. Abschließend lässt sich sagen, dass der vom OKW gegebene Befehl illusorisch war. Die 11. Armee wurde vor dem Erreichen der Region durch die Panzer-Division Clausewitz von US-Truppen vollständig aufgerieben. Ebenso stellte die Truppe nur auf dem Papier eine Panzer-Division dar.

### Verwendung von Infrarotsichtgeräten
Die Clausewitz teilt ihre typische Geschichte mit vielen noch hastig im Jahre 1945 aufgestellten Einheiten der Wehrmacht und der SS. Bemerkenswert ist allerdings, dass die Truppe das erste Mal Nachtsichtgeräte auf Panzern einsetzte. Zwei der zugewiesenen Panzerkampfwagen V „Panther“ besaßen FG1250-Nachtsichtgeräte. Diese wurden auf dem Turm des Fahrzeuges befestigt und der Kommandant konnte, wenn er den Turm verließ, auf 600 m feindliche Ziele bei Nacht erkennen.

## Ritterkreuzträger
Folgenden Divisionsangehörigen wurde das Ritterkreuz am 23. April 1945 verliehen:
- Major Gustav Walle
- Leutnant Fritz Anding
- Obergefreiter Nepomuk Stützle